# سفر سرخ
سفر سرخ فیلمی به کارگردانی و تهیه‌کنندگی حمید فرخ‌نژاد و نویسندگی علیرضا طالب‌زاده ساختهٔ سال ۱۳۷۹ است.

## خلاصه داستان
در روز سقوط خرمشهر تعدادی نیروی‌های مردمی به همراه دو مجروح و دو پرستار و گروهی از مردم به قصد خروج از شهر به پلی می‌رسند که به دست نیروهای ارتش عراق افتاده‌است. گروه تصمیم می‌گیرد برای نجات غیرنظامیان، جدا از آنها طی مسیر کند و در گذر از مسیرهای مختلف با ماجراهایی از جنگ درگیر می‌شوند.

## بازیگران
- حبیب دهقان‌نسب
- صادق صفایی
- برزو ارجمند
- غزل صارمی
- احمد کاوری